# Hell in a Cell (2021)
Hell in a Cell (2021) foi o 13º evento anual Hell in a Cell de luta livre profissional produzido pela WWE. Foi realizado para lutadores das divisões da marca Raw e SmackDown. O evento foi ao ar em pay-per-view (PPV) em todo o mundo e estava disponível para transmissão através da Peacock nos Estados Unidos e da WWE Network internacionalmente, o que o tornou o primeiro Hell in a Cell a ser transmitido no Peacock. Ocorreu em 20 de junho de 2021, no WWE ThunderDome, hospedado no Yuengling Center em Tampa, Flórida - foi o último pay-per-view da WWE a ser transmitido do ThunderDome e, subsequentemente, o último pay-per-view da WWE no Yuengling Center, devido à retomada da turnê ao vivo da companhia com os fãs em meados de julho. Foi o primeiro evento Hell in a Cell a ser realizado em junho, uma vez que o evento é geralmente realizado em outubro, e apenas a segunda vez que o evento não foi realizado em outubro, a primeira das quais foi na edição de setembro de 2018.
Sete lutas foram disputadas no evento, incluindo uma no pré-show. No evento principal, Bobby Lashley derrotou Drew McIntyre em uma luta Hell in a Cell "última chance" para reter o Campeonato da WWE. Em outras lutas importantes, Charlotte Flair derrotou a Campeã Feminina do Raw Rhea Ripley por desclassificação, assim Ripley reteve o título, Seth Rollins derrotou Cesaro e, na luta de abertura, Bianca Belair derrotou Bayley em uma luta Hell in a Cell para reter o Campeonato Feminino do SmackDown.

## Produção
Hell in a Cell é um evento anual de pay-per-view (PPV) e WWE Network produzido pela WWE desde 2009, geralmente realizado em outubro. O conceito do show vem da luta Hell in a Cell da WWE, na qual os competidores lutam dentro de uma estrutura celular coberta de 6 metros de altura em torno do ringue e da área ao lado do ringue. A partida do card no evento principal é disputada sob a estipulação Hell in a Cell. O evento de 2021 foi transferido de outubro para junho, que foi apenas a segunda vez que o evento não foi realizado em outubro; a primeira vez foi o evento de setembro de 2018. O evento de 2021 foi o 13º evento sob a cronologia Hell in a Cell. Foi realizada em 20 de junho de 2021 - a data previamente agendada para Money in the Bank, que foi movida para 18 de julho - e contou com lutadores das marcas Raw e SmackDown. Foi também o primeiro Hell in a Cell a ir ao ar no Peacock depois que a versão americana da WWE Network se fundiu com o Peacock em março.

### Impacto da pandemia da COVID-19
Como resultado da pandemia COVID-19 que começou a afetar a indústria em meados de março de 2020, a WWE teve que apresentar a maior parte de sua programação a portas fechadas. Inicialmente, os programas de televisão e PPVs do Raw e SmackDown foram feitos no WWE Performance Center em Orlando, Flórida. Um número limitado de trainees do Performance Center, amigos e familiares dos lutadores foram posteriormente utilizados para servir como público ao vivo. No final de agosto, esses programas foram movidos para uma bolha "biossegura" chamada WWE ThunderDome. O seleto público ao vivo não era mais utilizado, pois a bolha permitia que os fãs comparecessem aos eventos virtualmente de graça e fossem vistos nas cerca de 1.000 placas de LED dentro da arena. Além disso, o ThunderDome utilizou vários efeitos especiais para melhorar ainda mais as entradas dos lutadores, e o áudio da arena foi mixado com o dos cantos dos fãs virtuais. Depois de ser hospedado no Amway Center de Orlando, e no Tropicana Field em São Petersburgo, Flórida, o ThunderDome foi realocado para o Yuengling Center em Tampa, Flórida, em abril de 2021.
Em 21 de maio, a WWE anunciou que eles estariam deixando o ThunderDome e voltando para a turnê ao vivo em meados de julho, portanto, o Hell in a Cell foi o último pay-per-view a ser apresentado no ThunderDome e, subsequentemente, o último pay-per-view da WWE no Yuengling Center. Além disso, o evento de 2021 fez do Hell in a Cell o único PPV a ser realizado duas vezes no ThunderDome.

### Enredo
O show teve sete combates, incluindo uma no pré-show. As lutas resultaram de histórias roteirizadas, nas quais os lutadores e lutadoras retratavam heróis, vilões ou personagens menos distintos em eventos roteirizados que geravam tensão e culminavam em uma luta ou série de lutas. Os resultados foram predeterminados pelos escritores da WWE nas marcas Raw e SmackDown, enquanto as histórias foram produzidas nos programas semanais de televisão da WWE, Monday Night Raw e Friday Night SmackDown.

## Evento

### Pré-show
| Função:                  | Nome:                     |
| ------------------------ | ------------------------- |
| Comentaristas em inglês  | Michael Cole (SmackDown)  |
| Comentaristas em inglês  | Pat McAfee (SmackDown)    |
| Comentaristas em inglês  | Adnan Virk (Raw)          |
| Comentaristas em inglês  | Corey Graves (Raw)        |
| Comentaristas em inglês  | Byron Saxton (Raw)        |
| Comentarista em espanhol | Carlos Cabrera            |
| Comentarista em espanhol | Marcelo Rodriguez         |
| Anunciadores de ringue   | Greg Hamilton (SmackDown) |
| Anunciadores de ringue   | Mike Rome (Raw)           |
| Árbitros                 | Danilo Anfibio            |
| Árbitros                 | Shawn Bennett             |
| Árbitros                 | Jessika Kar               |
| Árbitros                 | Dan Engler                |
| Árbitros                 | Darrick Moore             |
| Árbitros                 | Eddie Orengo              |
| Árbitros                 | Rod Zapata                |
| Entrevistadora           | Kevin Patrick             |
| Painel do pré-show       | Kayla Braxton             |
| Painel do pré-show       | John "Bradshaw" Layfield  |
| Painel do pré-show       | Peter Rosenberg           |
| Painel do pré-show       | Booker T                  |
| Painel do pré-show       | Sonya Deville             |

Durante o pré-show Hell in a Cell Kickoff, metade das Campeãs de Tag Team Femininas da WWE, Natalya (acompanhada por sua parceira de tag team, Tamina), enfrentou Mandy Rose (acompanhada por Dana Brooke). No final, Natalya forçou Rose a se submeter ao Sharpshooter para ganhar a partida. [36]

### Lutas preliminares
O pay-per-view real começou com Bianca Belair defendendo o SmackDown Women's Championship contra Bayley em uma partida Hell in a Cell. Durante a primeira metade da partida, quando Belair atacou Bayley com seu rabo de cavalo, Bayley bloqueou os ataques com uma cadeira. Mais tarde, Bayley amarrou o rabo de cavalo de Belair na corda do ringue e enquanto Bayley tentava atacar Belair, Bayley tropeçou e caiu nos degraus de aço. Bayley também morderia o braço de Belair. No final, Belair executou o Beijo da Morte em Bayley em uma escada para reter o título. [37]
Em seguida, Seth Rollins enfrentou Cesaro. Durante a entrada de Cesaro, Rollins atacou Cesaro por trás e uma briga se seguiu no ringue onde a partida começou oficialmente. No final, quando Cesaro tentou um Swing de Cesaro em Rollins, Rollins realizou um roll-up em Cesaro para vencer a partida. [37]
Depois disso, Alexa Bliss enfrentou Shayna Baszler (acompanhada por Nia Jax e Reginald). Nos momentos finais, Bliss hipnotizou Jax para dar um tapa em Reginald, o que distraiu Baszler. Bliss aproveitou e executou Twisted Bliss em Baszler para ganhar a partida. [37]
Na próxima partida, Sami Zayn enfrentou Kevin Owens. Ao longo da partida, Zayn começou a mirar no braço esquerdo de Owens. No final, Zayn deu uma joelhada na nuca de Owens e um Helluva Kick em Owens para vencer a partida. [37]
Na penúltima partida, Rhea Ripley defendeu o Raw Women's Championship contra Charlotte Flair. Antes da partida começar, enquanto o árbitro estava levantando o título para animar a partida, Flair arrebatou o título do árbitro, provocou Ripley jogando o título para ela e atacou Ripley. O clímax trouxe a luta para fora do ringue, onde Flair tentou atacar Ripley pela mesa de anunciantes, no entanto, Ripley agarrou a tampa superior da mesa de anunciantes, puxou-a e bateu na cabeça de Flair. Ripley foi desqualificado, portanto Flair venceu a partida, mas não ganhou o título, já que os títulos não mudam de mãos em uma desqualificação, a menos que estipulado. [37]

### Evento principal
No evento principal, Bobby Lashley (acompanhado pelo MVP) defendeu o campeonato WWE contra Drew McIntyre em uma luta Last Chance Hell in a Cell. No meio da partida, o árbitro foi nocauteado. McIntyre chamou o árbitro que guardava a porta da cela do lado de fora da jaula para assumir e arbitrar a partida. MVP aproveitou a oportunidade para entrar na jaula quando o árbitro abriu a porta da cela. Depois de mais lutas, McIntyre se preparou para o Claymore Kick, mas MVP segurou sua perna para impedi-lo de atacar Lashley. Enquanto McIntyre tentava se libertar das garras de MVP, Lashley rolou McIntyre com um estudante para ganhar e manter o título. De acordo com a estipulação, McIntyre não pode mais lutar pelo WWE Championship enquanto Lashley for o campeão. [37]

## Recepção
Hell in a Cell 2021 recebeu críticas mistas de fãs e críticos, com críticas para a partida Alexa Bliss vs. Shayna Bazler em particular. Christopher Jeter, do FANSIDED, escreveu: "Essa tentativa de fazer o público acreditar que Bliss é tão assustadora que até Shayna Baszler fica perturbada com ela já foi ruim o suficiente quando os fãs tiveram que assistir ao segmento do Alexa's Playground algumas semanas atrás no Raw. Agora, eles tiveram que suportar Bliss literalmente rindo da ofensa de Baszler - incluindo o golpe de braço que costumava escrever os lutadores fora da TV na NXT - e, suspiro, Alexa hipnotizando Baszler e Nia Jax. Se nada mais, Bliss imobilizando Baszler limpo deveria sinalizar o fim de este absurdo, ou pelo menos o envolvimento de Baszler nele. "[38]

## Após o evento

### Raw
No episódio seguinte do Raw, Bobby Lashley exultou por não ter que defender o Campeonato da WWE contra Drew McIntyre nunca mais. Kofi Kingston do New Day, que havia derrotado Lashley em uma luta sem título no episódio do Raw de 17 de maio e também afirmou que nunca recebeu uma revanche depois de perder o campeonato da WWE em outubro de 2019 no 20º aniversário do SmackDown, saiu e desafiou Lashley pelo título e Lashley aceitou. A correspondência foi posteriormente definida para Money in the Bank. [43]
Também no episódio seguinte do Raw, Charlotte Flair confrontou a campeã feminina do Raw, Rhea Ripley, e afirmou que estava "orgulhosa" de Ripley e disse a ela que nunca tinha visto Ripley como uma "campeã estratégica". Sonya Deville, oficial da WWE, agendou uma revanche entre os dois no Money in the Bank. [43]
As partidas de qualificação para as partidas masculinas e femininas do Money in the Bank também começaram no episódio seguinte do Raw. Alexa Bliss, Shayna Baszler e Nia Jax competiram em uma luta de duplas onde os dois membros da equipe vencedora entrariam na luta feminina. Nikki Cross, agora incorporando um novo truque de super-herói e um apelido de Nikki A.S.H. (abreviação de Quase um Super Herói), juntou-se a Bliss e derrotou Baszler e Jax para se qualificar. Para a partida masculina, Ricochet, Riddle e John Morrison se qualificaram, enquanto Drew McIntyre perdeu sua partida de qualificação para Riddle. [43] No entanto, ele venceu uma luta de ameaça tripla de última chance na semana seguinte para ganhar o último lugar do Raw na luta masculina. [44]

### SmackDown
A campeã feminina do SmackDown Bianca Belair e Cesaro continuaram a rivalidade com Bayley e Seth Rollins, respectivamente. No episódio seguinte do SmackDown, Bayley e Rollins derrotaram Belair e Cesaro em uma luta de duplas combinadas em que Bayley derrotou Belair. [45] Isso levou a uma revanche entre Belair e Bayley sendo agendada para Money in the Bank como uma partida de "Eu desisti". [46] [47] No entanto, em 9 de julho, a WWE anunciou que Bayley sofreu uma lesão legítima durante o treinamento que a deixaria de lado por até nove meses; isso foi seguido por um anúncio de que um substituto seria nomeado para Bayley e a luta pelo título seria uma partida regular de simples realizada no episódio de 16 de julho. Carmella foi revelada como a substituta de Bayley. [48] [49] [47]
Seth Rollins e Cesaro também estavam programados para uma revanche no episódio de 9 de julho, que também foi uma partida qualificatória para a luta masculina Money in the Bank. [46] Rollins derrotou novamente Cesaro, assim se classificou para a partida. [47]
No SmackDown de 2 de julho, Kevin Owens derrotou Sami Zayn em uma revanche, que foi disputada como Last Man Standing. Esta também foi uma partida de qualificação para a partida Men's Money in the Bank. [50] [46]

## Resultados
| Nº                                          | Resultados                                                               | Estipulações    | Tempo |
| ------------------------------------------- | ------------------------------------------------------------------------ | --------------- | ----- |
| Pré- show                                   | Natalya (com Tamina) derrotou Mandy Rose (com Dana Brooke) por submissão | Luta individual | 9:45  |
| (c) – Refere-se aos campeões antes da luta. |                                                                          |                 |       |